# Johann Gustav Droysen
Johann Gustav Droysen, né le 6 juillet 1808 à Treptow en province de Poméranie et mort le 10 juin 1884 à Berlin, est un historien prussien, spécialiste de la civilisation hellénistique.

## Biographie
Johann Gustav Droysen est le fils de Johann Christoph Droysen (de), un aumônier militaire. Dans son enfance, alors que son père est devenu pasteur près de Stettin occupée par les Français, il assiste à plusieurs scènes de bataille. C'est sans doute là que naît son attachement à la Prusse. Il étudie au Gymnasium de Stettin, puis à l'université de Berlin.
En 1829, il enseigne au lycée berlinois du monastère franciscain, l'un des plus anciens de Berlin, puis devient en 1833 Privatdozent. Durant cette période, il s'intéresse à la Grèce antique, publiant une traduction d'Eschyle et une paraphrase d'Aristophane. En 1833, il publie Geschichte Alexanders des Grossen (Histoire d'Alexandre le Grand), son ouvrage le plus célèbre, qui est longtemps resté une référence sur le sujet. Ce faisant, il ouvre la voie à une nouvelle école historique allemande, marquée par la pensée de Hegel. Il publie ensuite plusieurs ouvrages sur les successeurs d'Alexandre le Grand, rassemblés sous le titre Geschichte des Hellenismus (Histoire de l'hellénisme). C'est là qu'il forge le terme « hellénistique », l'appliquant à la période allant de la mort d'Alexandre (323 av. J.-C.) jusqu'au suicide de Cléopâtre VII (30 av. J.-C.).

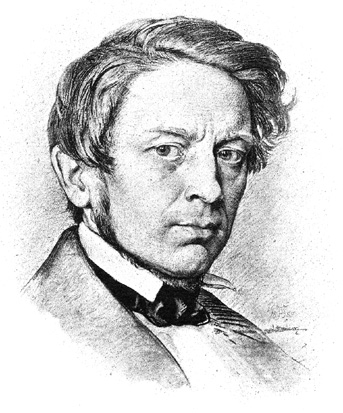
Portrait de Droysen gravé par.

En 1840, il est nommé professeur d'histoire à Kiel. Il s'engage dans la lutte politique en faveur des droits du Schleswig-Holstein contre le roi Christian VIII de Danemark. En 1848, il est élu au Parlement de Francfort et sert de secrétaire au comité chargé de rédiger une constitution. Fervent partisan de la Prusse, il se retire en 1849 quand le roi de Prusse décline la couronne impériale. Il continue de soutenir les droits du Schlewig-Holstein et publie Die Herzogthümer Schleswig-Holstein und das Königreich Dänemark seit dem Jahre 1800 (Les duchés de Schleswig-Holstein et le royaume de Danemark depuis 1800).
En 1851, il obtient un poste à l'université d'Iéna avant de passer en 1859 à l'université de Berlin. Durant cette période, il se consacre presque exclusivement à l'histoire prussienne. Ainsi, en 1851, il publie une biographie du comte Yorck von Wartenburg avant de se lancer dans une monumentale Geschichte der preussischen Politik (Histoire de la politique prussienne) de 1855 à 1884.
Il participa à la création de la revue historique allemande Historische Zeitschrift.
Droysen est enterré à l'ancien cimetière de l'église des Douze-Apôtres.

## La notion d’Hellenismusselon Droysen
Alors que l'on considère généralement l'époque d'Alexandre le Grand comme le début d'une longue décadence politique, morale, intellectuelle et artistique, Droysen au contraire a opéré un renversement des perspectives : il voit dans cette période hellénistique le début du processus qui autorise tout homme, quelle que soit son origine, « à se comporter en Grec, à parler grec ». C'est cette universalité de l'hellénisme que traduit pour lui le terme Hellenismus. Les découvertes historiques et archéologiques depuis plus d'un siècle ont largement légitimé cette position du grand savant allemand.

## Publications
- (la) De Lagidarum regno Ptolemaeo VI Philometore rege, Berlin, Université de Berlin, 1831Thèse, reprise dans (de) Kleine Schriften zur Alten Geschichte von Johann Gustav Droysen, vol. II, Leipzig, Veit, 1894, p. 351-430.
- (de) Des Aischylos Werke, Berlin, Finke, 1832En deux volumes.
- Histoire de l'hellénisme (1833-1843), Paris, Jérôme Millon, 2005, 2 vol. (édition complète)
- Précis de théorie de l'histoire (1882), Paris, Le Cerf, 2002.

## Famille
Premier mariage avec Marie Mendheim (1820-1847) :
- Johann Gustav Ferdinand connu comme Gustav Droysen (1838-1908), historien à Halle, éditeur du Allgemeiner Historischer Handatlas
- Marie (1839-1896), mariée avec Emil Hübner (philologue classique)
- Anna (1842-1918), mariée avec Henri Jordan (de) (philologue classique)
- Ernst Droysen (1844-1874).

Second mariage avec Emma Michaelis (1829–1881), une amie de sa première femme Marie :
- Hans Droysen (de) (1851-1918).